# Metacalypogeia quelpartensis
Metacalypogeia quelpartensis là một loài rêu trong họ Calypogeiaceae. Loài này được S. Hatt. & Inoue mô tả khoa học đầu tiên năm 1962.